# الوارو چجودو
الوارو چجودو (انگلیسی: Álvaro Cejudo؛ زادهٔ ۲۹ ژانویهٔ ۱۹۸۴) بازیکن فوتبال اهل اسپانیا است.
از باشگاه‌هایی که در آن بازی کرده‌است می‌توان به باشگاه فوتبال کوردوبا، باشگاه فوتبال رئال بتیس، باشگاه فوتبال لاس پالماس، و باشگاه فوتبال اوساسونا اشاره کرد.